# Planétarium Queen Elizabeth II
Le planétarium Queen Elizabeth II est un planétarium situé à Edmonton, en Alberta. Il s'agit du premier planétarium public au Canada, en activité entre 1960 et 1983, puis à nouveau à partir de 2023. Conçu par Walter Tefler et R.F. Duc, il doit son nom à la visite d'Élisabeth II, reine du Canada, en 1959. 
Le nombre de visiteurs culmine à 33 500 en 1967, le centenaire du Canada. 
Il reste le seul planétarium public au Canada jusqu'à l'ouverture du Planétarium Dow à Montréal en 1966. 

## Architecture

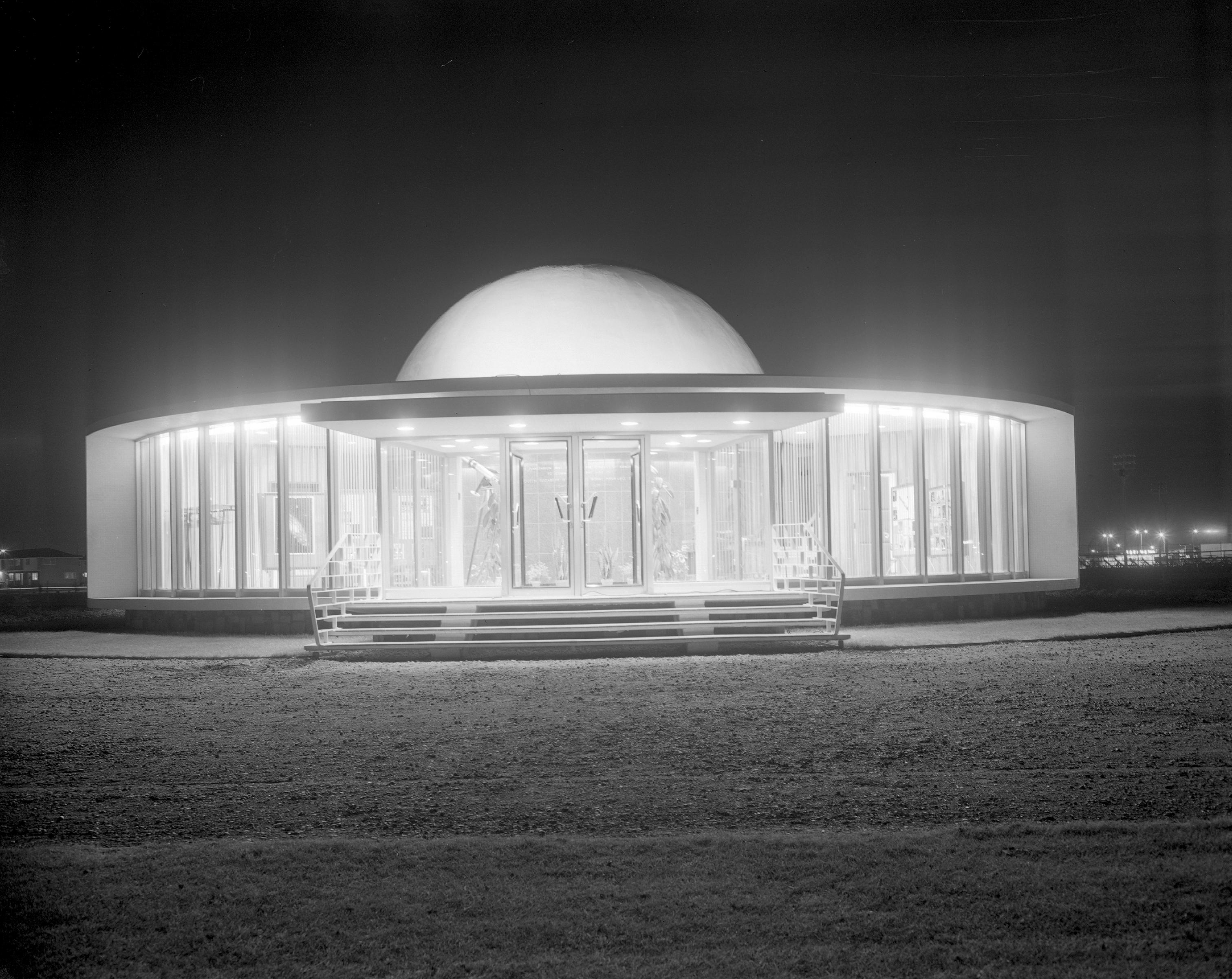
Le planétarium la nuit en 1961

Le bâtiment attire l'attention pour sa conception, qui comprend un bâtiment rond en verre et en or, avec un toit en forme de dôme argenté et des murs en verre. La ville a déclaré que le design était probablement influencé par la fascination populaire pour le design de l’ère spatiale dans les années 1950 et qu’il ressemblait à un vaisseau spatial planant au-dessus du sol. 
La conception a été aussi décrite comme un exemple précoce du style expressionniste moderne au Canada.
Le planétarium est l'un des rares bâtiments modernes figurant sur la liste « A » des ressources historiques de la ville d'Edmonton.

## Ouverture
Les cérémonies d'ouverture officielle ont lieu le 22 septembre 1960. Le maire d'Edmonton, Elmer Roper (en), préside l'inauguration et une lettre de félicitations du secrétaire de la Reine est lue. L'Université de l'Alberta fournit au planétarium un fragment de 68 livres de la météorite Bruderheim, qui devient la pièce maîtresse d'une exposition astronomique.

## Fermeture
Le planétarium ferme ses portes le 31 décembre 1983 après l'ouverture du nouveau Centre spatial et scientifique d'Edmonton, aujourd'hui Telus World of Science Edmonton. 

## Restauration et réouverture
En 2017, il est désigné ressource patrimoniale municipale par la ville d'Edmonton, qui décide de le restaurer,. 
Les travaux de restauration débutent en 2019 avec un budget de 7 000 000 $ mais sont retardés en raison de la pandémie de Covid-19. La cérémonie de réouverture officielle a lieu le 29 septembre 2023. 
La restauration reçoit le 2021 Prix Assurances ecclésiastiques (Projets transformateurs) de la Fiducie nationale du Canada.